# Β-シクロピアゾン酸デヒドロゲナーゼ
β-シクロピアゾン酸デヒドロゲナーゼ（β-cyclopiazonate dehydrogenase）は、次の化学反応を触媒する酸化還元酵素である。
β-シクロピアゾン酸 + 受容体 {\displaystyle \rightleftharpoons } α-シクロピアゾン酸 + 還元型受容体
この酵素の基質はβ-シクロピアゾン酸と受容体で、生成物はα-シクロピアゾン酸と還元型受容体である。補因子としてFADを用いる。
この酵素は酸化還元酵素に属し、その他の化合物を受容体としてX-HとY-HからのX-Y結合の形成に特異的に作用する。組織名はβ-cyclopiazonate:acceptor oxidoreductase (cyclizing)で、別名にβ-cyclopiazonate oxidocyclase、β-cyclopiazonic oxidocyclase、β-cyclopiazonate:(acceptor) oxidoreductase (cyclizing)がある。